# كريم عبد الرحيم
كريم عبد الرحيم (مواليد 27 أكتوبر 1992) هو لاعب كرة يد مصري لفريق الزمالك والمنتخب المصري.
شارك في بطولة العالم لكرة اليد للرجال 2017.